# Phylidorea (Macrolabina) nigronotata nigronotata
Phylidorea (Macrolabina) nigronotata nigronotata is een ondersoort van de tweevleugelige Phylidorea (Macrolabina) nigronotata uit de familie steltmuggen (Limoniidae). De ondersoort komt voor in het Palearctisch gebied.